# Gerstau

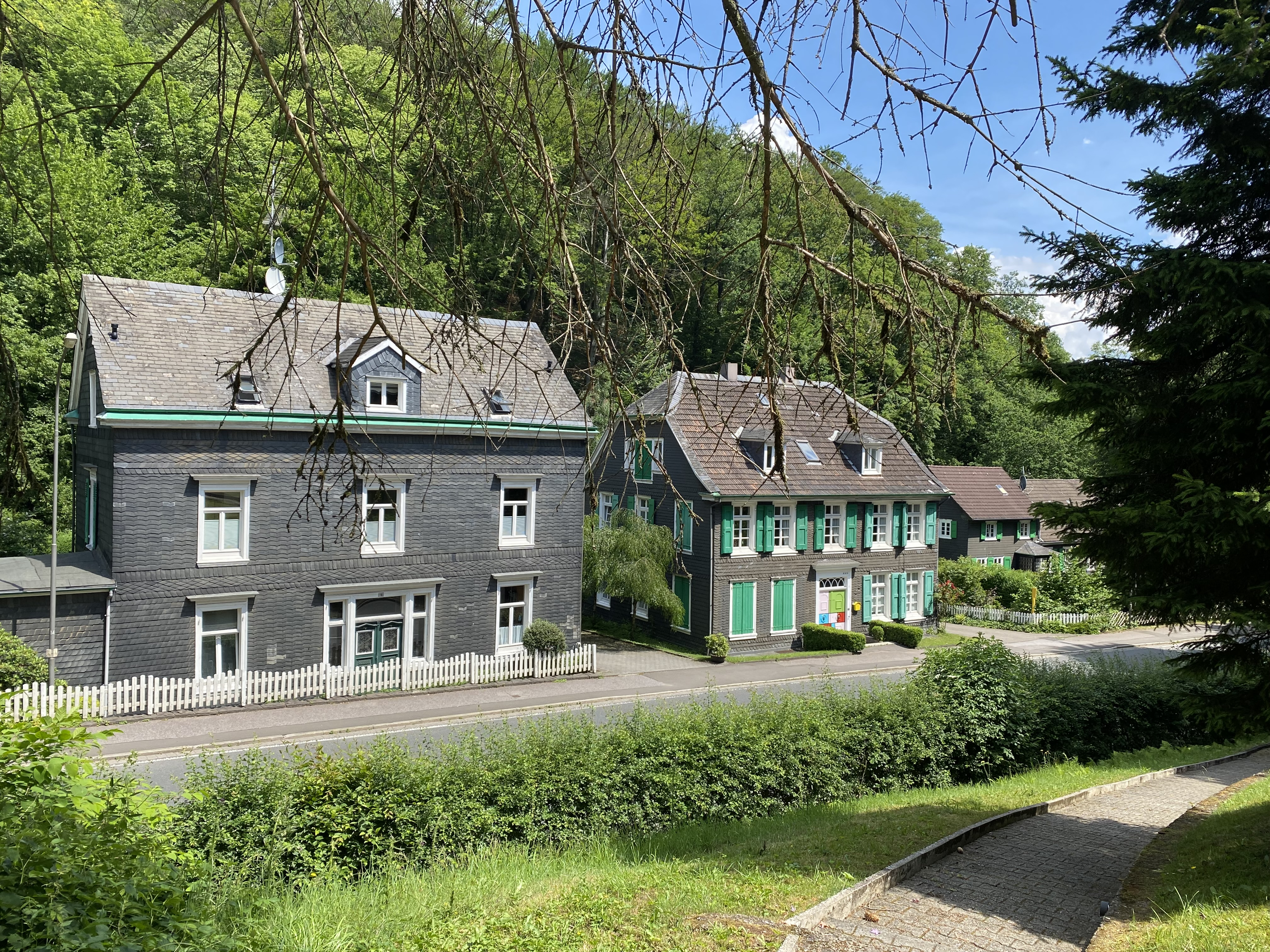
Baudenkmäler Gerstau 14–16

Gerstau ist eine Ortschaft im Nordwesten der bergischen Großstadt Remscheid.

## Geographie
Der Ort liegt im statistischen Stadtteil Kratzberg des Stadtbezirks Alt-Remscheid unmittelbar an der Stadtgrenze zu Wuppertal-Cronenberg. Gerstau befindet sich auf 158 Metern über Normalnull im Morsbachtal zwischen Clemenshammer und Haster Aue an der Mündung des Kleinenhammer Bachs in den Morsbach. In Gerstau kreuzen sich die Morsbachtalstraße (Landesstraße 216) und die Hastener Straße (Landesstraße 415).

## Geschichte
Bis zur Kommunalreform 1929 gehörte Gerstau zu der damals selbstständigen Stadt Cronenberg. Bis zum Ende der 1950er Jahre war hier ein Haltepunkt an der durch das Tal verkehrenden Ronsdorf-Müngstener Eisenbahn (RME), die in erster Linie dem Güterverkehr zu den Betrieben im Morsbachtal diente. Bauliche Anlagen der Station, welche sich östlich der Straßenkreuzung Richtung Clemenshammer befand, sind bis heute erhalten. Die Straßenbahnlinie Elberfeld – Cronenfeld – Remscheid der Straßenbahn Wuppertal kreuzte an dieser Stelle niveaugleich die Strecke der RME. Heute verkehrt statt der Straßenbahn eine Stadtbuslinie zwischen den Städten.

## Wirtschaft
Aufgrund der Wasserkraft der Bäche siedelten sich hier schon früh metallerzeugende und -verarbeitende Betriebe an. Es gab im Nahbereich Wasserhämmer, Schmieden und Schleifkotten. Noch heute gibt es in und um Gerstau diverse Industriebetriebe sowie ein Autohaus.
Begünstigt durch die gute Verkehrsanbindung war Gerstau früher zusammen mit den umliegenden Ortschaften wie z. B. Clemenshammer ein beliebtes Ausflugsziel mit mehreren Restaurationsbetrieben. Der Röntgenweg, der Wuppertaler Rundweg, ein Naturfreundeweg sowie der Erlebnisweg Morsbach durchqueren den Ort.
In der Gerstau befindet sich auch eine regional aktive Schäferei.
Der Rest einer alten Hofschaft seitlich der Durchgangsstraße erinnert im alten Baustil an alte Zeiten.
Eine langjährig dort ansässige Autovertretung markiert an der Kreuzung das Bild.